# Секонд-хенд

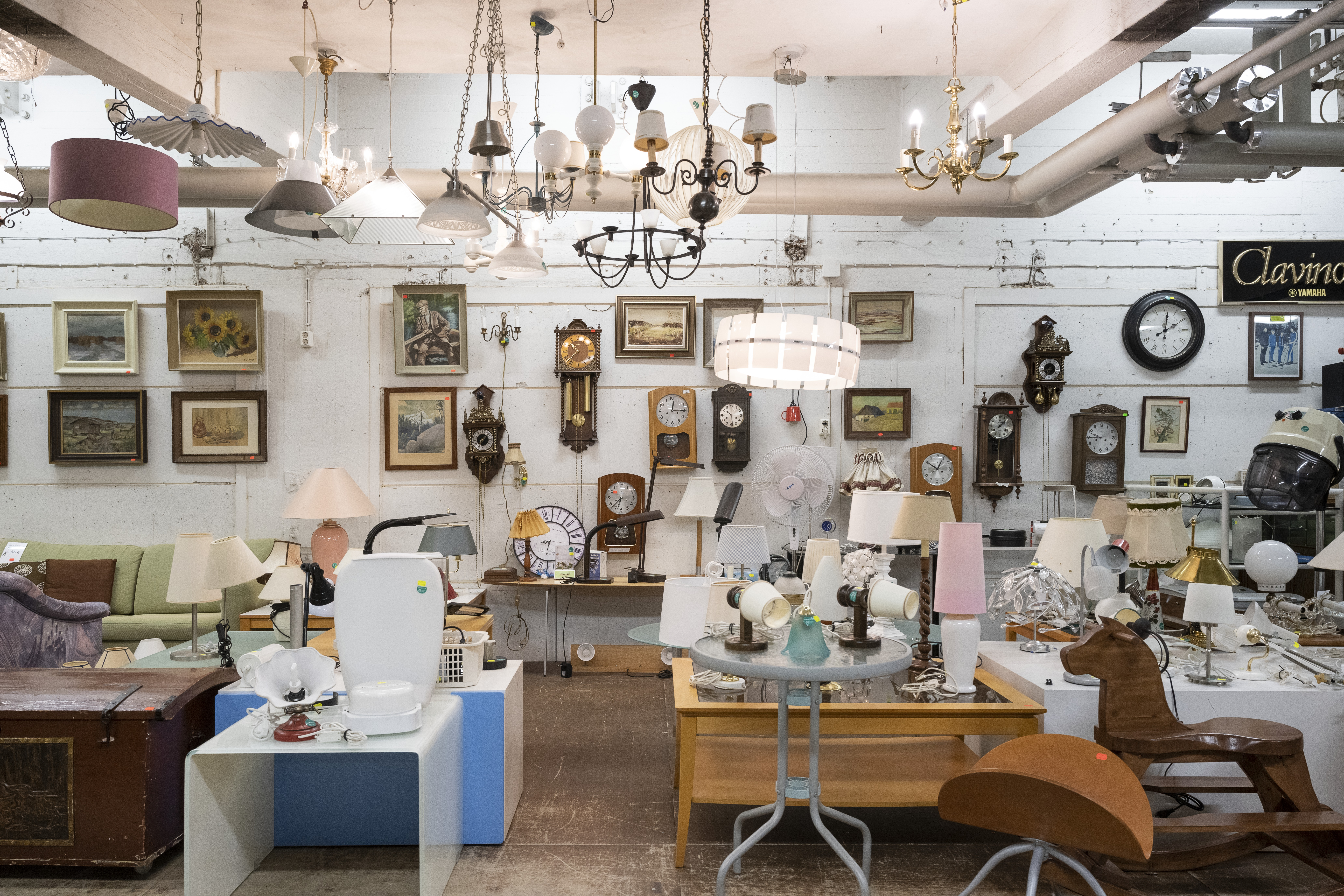
Речі на продаж у магазині Центру повторного використання у Гельсінкі, 2020

Секонд-хенд, або секонд-генд, секондгенд (від англ. second hand — друга рука) — сучасний термін, що позначає:
1. вживане рухоме майно (синоніми: вживаний);
2. процес збору, сортування та продажу вживаного одягу, взуття та інших предметів побуту.

Найчастіше, саме до одягу застосовується термін «секонд-хенд», швидше за все, у зв'язку з тим, що найбільшого поширення явище повторного використання, а також продажу набуло саме в даній сфері.
Останнім часом замість терміна «секонд-хенд» широкого розповсюдження набув новий термін «рефейшен» (refashion), який робить акцент на раціональній поведінці та екологічній свідомості споживачів, підкреслюючи їхнє прагнення до більш осмисленого вибору товарів.

## Походження секонд-хенду
Поняття Second Hand з'явилося в Англії, коли королі, на знак подяки чи в нагороду наближеним особам дарували одяг з королівського плеча. Особа, яка отримувала такий подарунок, називалася «друга рука» (second hand).
Поняття «секонд-хенд» у сучасному розумінні з'явилося понад століття тому. Спочатку, з метою допомоги бідним, більш забезпечені громадяни здавали непотрібний одяг, тим самим рятуючи себе від купи непотрібних речей. З часом з'явилися люди, готові недорого купувати вживаний одяг. У відповідь на попит, що виник, народилася й пропозиція. Знайшлися підприємці, які стали організовано збирати й продавати одяг секонд-хенд. Так секонд-хенд перетворився на бізнес.

## Секонд-хенд сьогодні
Сьогодні секонд-хенд — це ціла індустрія. В Європі існує багато компаній, які поставили цей бізнес на професійну основу. Спеціальні пункти для збору одягу, сортувальні фабрики, підприємства з обробки та дезінфекції одягу.
Секонд-хенд закуповується на спеціалізованих фабриках, призначених для збору ношеного одягу, його дезінфекції та санітарної обробки, сортуванням, переробки і продажу. Серед частини громадян є поширена думка, що секонд-хенд це гуманітарна допомога, яку отримують благочинні організації і потім незаконно продають.
У цій та суміжних галузях у країнах Євросоюзу зайнято більше 10 млн чоловік. У країнах-постачальниках одягу секонд-хенд також існують величезні магазини цього напрямку і спеціалізовані ринки.
Сучасний секонд-хенд — це вже не гуманітарна допомога голодуючим, а товар, що купується, обробляється, сортується, упаковується і продається. Ви навіть можете ознайомитися з сертифікатами якості та сертифікатами про проходження дезінфекційної обробки.

## Секонд-хенд в Україні
В Україні після різкого зниження рівня життя основної маси населення в 2013—2016 роках значної популярності набули магазини секонд-хенду (хоча такі магазини існували і раніше). Переважно у них продають одяг, трохи рідше — взуття. Ще рідше — постільну білизну, сумки тощо. Такі магазини існують в усіх містах і навіть у селищах міського типу та у великих селах.
У 2017 році Україна за обсягом завезення секонд-хенду посіла третє місце у світі після Пакистану та Малайзії. Після України місця зайняли Росія, Камерун, Гватемала, Кенія, Індія, Туніс.
За результатами опитування, проведеного у 2023 серед студентської молоді, майже дві третини респондентів вважають, що використання секонд-хенд товарів категорії «Одяг, взуття та аксесуари», відповідають споживчій поведінці української студентської молоді. Предмети з асортименту цієї категорії товарів є в гардеробі 25,6 — 36,9 % респондентів. Найбільше студентська молодь користується футболками та майками, — їх мають на полицях своєї платтяної шафи 51,9 % — 62,6 % опитаних.

## Категорії секонд-хенду
Немає єдиної системи позначення та класифікації одягу, але можна вказати найчастіше вживані категорії:
- «Сток» — абсолютно новий одяг, або взуття.
- «Крем» — новий або без візуальних слідів зносу одяг (взуття).
- «Люкс», «Екстра» — речі з мінімальним відсотком зносу.
- Перша категорія — не порвана, не брудна, з малим відсотком зносу.
- Друга категорія — значну частину становлять речі непридатні до продажу.
- Третя категорія — речі дуже поганої якості, часто ганчір'я.